# Cestrum cristinae
Cestrum cristinae là loài thực vật có hoa trong họ Cà. Loài này được D.A.Soto mô tả khoa học đầu tiên năm 2007.